# Ruth Zutt
Ruth Zutt, geb. Hebel (* 11. Juli 1928 in Speyer; † 29. Juni 1987 in Heidelberg) war eine deutsche Volkswirtin und Politikerin (SPD).

## Leben
Nach dem Abitur nahm Zutt ein Studium der Volkswirtschaft, der Soziologie und der Politischen Wissenschaften an den Universitäten in Heidelberg und Paris auf, das sie 1953 mit der Prüfung zur Diplom-Volkswirtin beendete. Sie arbeitete von 1954 bis 1959 in der Schiffswerft ihrer Eltern in Speyer und war gleichzeitig bei einem Wirtschaftskorrespondenten in Paris beschäftigt. Von 1973 bis 1977 hatte sie eine ehrenamtliche Tätigkeit als Verwaltungsrichterin inne.
Zutt gehörte 1950 zu den Mitbegründern des SDS in Heidelberg und war 1952/53 dessen Vorsitzende. Sie trat 1970 der SPD bei, war von 1971 bis 1980 Mitglied im Heidelberger Gemeinderat und wurde 1977 in den Landesvorstand der SPD Baden-Württemberg gewählt. Von 1978 bis 1983 war sie baden-württembergische Landesvorsitzende der Arbeitsgemeinschaft sozialdemokratischer Frauen (AsF). Zutt wurde bei der Bundestagswahl 1980 über die Landesliste der SPD Baden-Württemberg in den Deutschen Bundestag gewählt, dem sie bis zu ihrem Tode angehörte. Hier war sie von 1983 bis 1987 Mitglied des Haushaltsausschusses und des Ausschusses für Ernährung, Landwirtschaft und Forsten. 1987 war sie außerdem Mitglied des Rechtsausschusses.
Im Rahmen der Beratungen zum Bundeshaushalt 1986 kritisierte Zutt die Politik der CDU/FDP-Regierung zum Asylrecht und nannte es „beschämend, daß Art. 16 des Grundgesetzes ... immer weiter stranguliert werden soll, um ihn handhabbarer zu machen, um Kosten zu sparen und um Friktionen mit Staaten zu vermeiden, zu deren Instrumentarium die erbarmungslose Verfolgung politischer Gegner nach wie vor gehört“.  In der Debatte zum Agrarhaushalt warf sie der Bundesregierung vor, diese habe „sich zum verlängerten Arm des Bauernverbandes machen lassen, der ja verschleiert längst nur noch nur noch die Interessen der Großbauern vertritt“. In Bezug auf die Milchquotenregelung kritisierte sie die Politik des Landwirtschaftsministers Kiechle, er habe eine Strukturentwicklung gefördert, die als „verheerend“ bezeichnet werden müsse. Die Quotierung sei „voll zu Lasten der Familienbetriebe im kleinen und mittleren Größenbereich“ gegangen, „während die Betriebe mit größeren Viehbeständen besser über die Runden kamen.“
In den 1970er und 1980er Jahren stand Zutt unter Beobachtung durch die DDR-Staatssicherheit anlässlich ihrer Besuche bei der befreundeten evangelischen Pfarrersfamilie Ziegner in Thüringen und Ostberlin.

## Veröffentlichungen (Auswahl)
- Zutt, Ruth. Beiträge im Sozialdemokratischen Pressedienst 1982 bis 1986 (Digitalisate). In: library.fes.de. Bibliothek der Friedrich-Ebert-Stiftung
- Die Außenpolitik der Brd und der Islam. In: Kurt E. Becker (Hrsg.): Weltmacht Islam? Pfälzische Verlagsanstalt, Landau/Pfalz 1983, ISBN 3-87629-036-8, S. 245–253.